# نشانه زایدل
نشانهٔ زایدل (آلمانی: Seidel sign) که به آن لکهٔ تار زایدل نیز می‌گویند یک لکه تار داسی‌شکل است که در امتداد فوقانی یا تحتانی نقطه کور قرار دارد و در برخی از بیماران مبتلا به آب‌سیاه رخ می‌دهد.
این نشانه نام خود را از چشم‌پزشک آلمانی اریش زایدل می گرد که در سال ۱۹۱۴ آن را توصیف کرد.